# William Salt
Pour les articles homonymes, voir Salt.
William Salt (29 octobre 1808 - 6 décembre 1863)  est un banquier britannique à Londres, en Angleterre, et un généalogiste et un antiquaire à la mémoire duquel la bibliothèque William Salt à Stafford est fondée.

## Biographie
Le père de Salt, John Stevenson Salt (haut shérif du Staffordshire en 1838), épouse Sarah Stevenson, la petite-fille de John Stevenson, fondateur en 1737 d'une société bancaire à Stafford. L'entreprise, Stevenson Salt & Co, a ouvert ses portes à Cheapside, Londres, en 1788 et en 1867 a fusionné avec Bosanquet & Co et plus tard avec Lloyds Banking Group.
Son neveu est Thomas Salt de Standon, près d'Eccleshall, Staffordshire.

## Collections et héritage
Salt est un collectionneur passionné de livres et de documents topographiques et généalogiques, en particulier ceux concernant le Staffordshire. Après sa mort, sa vaste collection est cataloguée et donnée au comté de Stafford, qui finance l'ouverture en 1872 de la bibliothèque William Salt à Market Square, Stafford.
Il donne aussi son nom à la William Salt Archaeological Society, fondée en 1879 en tant que société de publication de textes pour publier des documents locaux et nationaux relatifs à l'histoire du Staffordshire. La société a changé son nom en 1936 en Staffordshire Record Society.